# ディア・フレンド (ウイングスの曲)
「ディア・フレンド」（原題: Dear Friend）は、1971年にウイングスが発表した楽曲。アルバム『ワイルド・ライフ』のクロージングナンバー。

## 概要
物悲しいピアノ・バラード。
収録されたアルバムは『ワイルド・ライフ』だが、この曲は元はアルバム『ラム』のアウトテイクであった。当時、仲が険悪だったジョン・レノンへのメッセージと言われる。その内容は「謝罪」でも「中傷」でもなく、「疑問の投げかけ」、「決別」である。